# Tüskés harcsafélék
A tüskés harcsafélék (Bagridae) — más néven: tüskésharcsák (Urania), illetve nyúlt homlokú harcsafélék — a sugarasúszójú halak közé sorolt valódi csontoshalak (Teleostei) csoportjában a harcsaalakúak (Siluriformes) rend egyik családja.

## Származásuk, elterjedésük
Afrikában, Dél- és Kelet-Ázsiában, valamint az indonéz szigetvilágban fordulnak elő.

## Megjelenésük, felépítésük
Négy pár tapogatójuk (bajuszszáluk):
- az orrlyukaik mögött,
- a felső ajkukon (egyes fajokon igen hosszúra),
- az alsó állkapcsukon, illetve
- az állukon

nő.
Zsírúszójuk feltűnően nagy, akár fél testhossznyi is lehet. Hát- és mellúszóikból erős, többnyire fogazott tüskék merednek ki (Urania).

## Életmódjuk, élőhelyük
Szaporodásuk változatos:
- az Amurban élő négy faj ivadékait a nőstényeknél nagyobb termetű hímek oltalmazzák;
- a sárga tüskésharcsa (Tachysurus fulvidraco) csoportosan lyukakat (ún. ívógödröket) ás a mederfenékbe, és azokba rakja ikráit, amelyeket kikelésükig ugyancsak a hím őriz (Urania)

stb.

## Rendszerezésük
A különböző rendszerekben a család 19–21 recens és néhány kihalt nemet számlál.
Recens nemek:
- Bagrichthys
- Bagroides
- Bagrus
- Batasio
- Chandramara
- Coreobagrus
- Hemibagrus
- Hemileiocassis
- Horabagrus[2]
- Hyalobagrus
- Leiocassis
- Mystus
- Nanobagrus[2]
- Olyra[1]
- Pelteobagrus
- Pseudobagrus
- Pseudomystus
- Rama
- Rita[2]
- Sperata
- Sundolyra
- tüskésharcsa (Tachysurus)

Kihalt nemek:
- †Eomacrones,
- †Gobibagrus,
- †Nkondobagrus (Uganda, felső miocén)[3]
- †Brachyspondylus[3]
- †Eomacrones (Nigéria, eocén)[3]
- †Gobibagrus (Mongólia, alsó oligocén)[3]
- †Aoria (Dél-Kína, Hunan, eocén)[3]